# Ricardo Coler
Ricardo Coler (Buenos Aires, 26 de noviembre de 1956) es un médico, fotógrafo y periodista argentino. 

## Biografía
A pesar de recibirse de médico, se dedicó al periodismo. Viajó a China y Nepal para describir cómo persisten hoy las sociedades con impronta femenina, que son de tipo matrilineal con residencia matrilocal, en las que se practica la poliandria o la poligamia.
Publicó El Reino de las Mujeres, en el que narra en forma de crónica de viaje, el funcionamiento de la última sociedad matrilineal tradicional en Yunán (China). Un año más tarde publica Ser una diosa, sobre la única diosa viva del mundo en Nepal y en 2008 Eterna juventud, sobre el caso de los habitantes de Vilcabamba (Ecuador), que viven más de ciento veinte años.[cita requerida]
Sus libros han sido editados en Uruguay, Chile, Brasil, Perú, Estados Unidos, México, Portugal, España, Alemania, Austria, Suiza y Turquía. En Alemania, El reino de las mujeres figuró varias semanas en la lista de bestsellers.
Es fundador y director de la revista cultural Lamujerdemivida.

## Obras
- El Reino de las Mujeres (2005)
- Ser una diosa (2006)
- Eterna Juventud (2008)
- Felicidad Obligatoria (2010)
- Mujeres de muchos hombres (2014)
- Hombres de muchas mujeres (2015)
- A corazón abierto (2017)